# Sint-Folquinuskerk (Pitgam)
De Sint-Folquinuskerk (Frans: Église Saint-Folquin) is de parochiekerk van de gemeente Pitgam in het Franse Noorderdepartement.

## Geschiedenis
In de 11e of 12e eeuw werd hier een romaanse kerk gebouwd, waarvan de vieringtoren behouden is. Deze bestaat onderaan uit blokken ijzerzandsteen, terwijl de bovenste geledingen uit op maat gezaagde kalksteen is gebouwd.
In de 16e eeuw werd de kerk herbouwd als driebeukige gotische bakstenen hallenkerk. In 1661 werd de kerk door de Engelsen in brand gestoken en in 1666 hersteld. In 1704 werd een ingrijpende restauratie doorgevoerd. In 1788 werden de spitsboogvensters vervangen door rondboogvensters. In 1847 werden de pilaren voorzien van Toscaanse kapitelen.

## Interieur
De drie beuken worden elke overwelfd door een houten tongewelf. De kerk heeft een rijk interieur, waaronder 18e-eeuwse beelden en houtsnijwerk. Er is een 18e-eeuws aan Sint-Nicolaas gewijd zijaltaar, lambrisering, biechtstoelen, koorsluiting en dergelijke. Uit 1714 is een preekstoel die eveneens van houtsnijwerk is voorzien.